# AC-14
La AC-14 appelé aussi Tercera Ronda est une voie rapide urbaine en construction dans la province de La Corogne qui permet d'accéder au centre de sa capitale depuis l'A-6 en venant du sud-est.
D'une longueur de 12 kilomètres environ, elle va se déconnecter de l'A-6 et va pénètrer La Corogne par le sud avant de bifurquer avec l'AC-10 et l'AC-11.

C'est une voie rapide importante qui permettra de décharger significativement l'Avenida Alfonso Molina de près de 40 % de son trafic surtout pour le trafic en provenance de Madrid et du sud de l'Espagne

Il est prévu aussi de construire une courte antenne autoroutière pour desservir l'Aéroport de La Corogne.

## Tracé
- Elle va débuter en se déconnectant de l'A-6 (Madrid - La Corogne) à hauteur de Casal.
- Une courte antenne va se détacher pour desservir l'Aéroport de La Corogne
- Elle va ensuite bifurquer avec l'AC-10 et l'AC-11 au sud de la ville.